# Botineras
Botineras fue una telenovela producida por Underground Contenidos y Telefe Contenidos, en asociación con Endemol Argentina emitida por Telefe. Protagonizada por Nicolás Cabré, Romina Gaetani y Florencia Peña. Coprotagonizada por Pablo Rago, Rodrigo Guirao Díaz, Maxi Ghione, Lucas Ferraro, Luciano Cáceres, Alan Sabbagh y Jenny Williams. Antagonizada por  Damián De Santo, Gonzalo Valenzuela e Isabel Macedo. También, contó con las actuaciones especiales de Tomás Fonzi, Silvia Pérez y los primeros actores Roberto Carnaghi y Graciela Pal. Las participaciones de Lola Berthet y Diego Reinhold. Y la presentación de Emme. 
Comenzó a emitirse el 24 de noviembre de 2009, de martes a viernes en el horario de las 23:00 horas (UTC-3), en Telefe. Mientras CQC no estuvo al aire durante el verano, se transmitió de lunes a jueves en ese horario. A partir del 1 de marzo de 2010, se comenzó a emitir en el horario de las 22:30 horas (UTC-3), de lunes a jueves. Con la vuelta de CQC los lunes, pasó nuevamente de martes a viernes. Desde el mes de julio hasta su finalización se emitió de martes a jueves.
Fue un policial escrito inicialmente por Esther Feldman y Alejandro Maci e ideado por Sebastián Ortega. El equipo de guionistas fue comandado más tarde por Guillermo Salmerón, quien convirtió el programa en uno de los más vistos de la televisión argentina. Sus colaboradores fueron Rodolfo Cela, Marisel Lloberas, Nuri Abramowicz, Alejandro Quesada y Martín Méndez.

## Sinopsis
"Botineras" es una telenovela del género policial, inspirada en un fenómeno mundial: las vidas de las mujeres de los futbolistas. Se basa en aquellas chicas que buscan cambiar sus vidas convirtiéndose en ricas y famosas de la mano de los jugadores y sus fortunas, tema muy en boga en la actualidad.
Cristian "Chiqui" Flores (Nicolás Cabré) es un crack del fútbol mundial que vive en España y regresa a la Argentina para casarse con su novia, Margarita "Marga" Molinari (Isabel Macedo), que tiene todos los aspectos de las mujeres aludidas. Pero el "Chiqui" también aterriza con una sospecha sobre sus hombros: la muerte de su mayor rival futbolístico en aquel país, asesinado misteriosamente. Debido a esta sospecha, la policía argentina y la española encaran una investigación para tratar de desentrañar el crimen.
La encargada de esa tarea en Argentina es Laura Posse (Romina Gaetani). Esta mujer policía se va a infiltrar en el mundo del fútbol para acercarse al "Chiqui" e investigar la realidad que envuelve a Eduardo "Tato" Marín (Damián De Santo), representante de Flores, y a Nino Paredes (Gonzalo Valenzuela), abogado de estos. Y es Giselle López (Florencia Peña), la "reina de las botineras", quien la va a preparar para la misión. Giselle tiene una agencia de modelos dedicada a ubicar chicas en el ámbito futbolístico.

## Elenco y personajes
Con los cambios en el equipo de autores de "Botineras", algunos personajes dejaron de ser parte de la historia, ya sea por decisión propia o de la producción, lo que marcó la salida de algunos actores del elenco estable.
Tanto el personaje del estilista empleado de Giselle que da vida Diego Reinhold, el futbolista Walter Vázquez interpretado por Rodrigo Guirao Díaz, el periodista y expareja de Laura que encarna Maximiliano Ghione, una de las chicas de Giselle llamada Vanina interpretada por Jenny Williams, y Solange encarnada por Emme, fueron los primeros que dejaron la ficción.
Luciano Cáceres, en el rol del "Mono", dejó la telenovela luego, para irse a trabajar al exterior.
Las actrices Florencia Peña y Lola Berthet se sumaron a la lista de bajas en marzo de 2010, renunciando por la poca participación que tenían en la tira.
Graciela Pal también dejó la ficción unos meses antes de su finalización, aunque en este caso por requerimiento del guion de la historia. El último en dejar la telenovela fue Pablo Rago, cuyo personaje fue secuestrado semanas antes de finalizada la misma, para comenzar la filmación de una nueva Película.

### Elenco protagónico
- Florencia Peña como Giselle López: Es una mujer experta y amante del fútbol, expareja de Tato Marín, simpática, extremadamente profesional, y ambiciosa, bajo el lema del "vale todo". Tiene una agencia de modelos que persigue el objetivo de convertir a las chicas en botineras, para que conquisten jugadores, se casen con ellos y se hagan con sus fortunas. Hace las veces de madama. Giselle es asesinada, pero no se sabe quién fue el autor del hecho, e inicialmente hay tres posibles sospechosos con tres diferentes causas respectivas: Nino (Giselle lo encontró teniendo relaciones sexuales con Marga, escuchó que el hijo que ella espera, supuestamente, era suyo, e iba a contarle toda la verdad al Chiqui), Tato (este se enteró de que Giselle era espía de la policía) y Lalo (por la mala relación que llevaban desde la muerte de una de sus chicas, Vanina, atropellada accidentalmente por él) Aparentemente, ninguno de los sospechosos nombrados anteriormente fue el verdadero asesino de Giselle, resulta ser Marga (Isabel Macedo), mujer del Chiqui Flores, la causa fue porque Giselle amenazó a Marga en contarle al Chiqui la relación que tuvo previamente con Nino (Gonzalo Valenzuela).

- Nicolás Cabré como Cristian "Chiqui" Flores: Es uno de los importantes nombres del fútbol mundial, que, en el inicio de la telenovela, se desempeña deportivamente en un importante club español. En la cima de su carrera, el Chiqui es suspendido por un altercado con Andrés Cappa, su rival futbolístico en aquel país. Tras este suceso, decide volver a la Argentina, su país natal, y así escaparse de todo el ambiente relacionado con el asesinato de Cappa. Aprovechando la ocasión, regresa a la Argentina para casarse con su novia, Marga. Una vez en su país, en una fiesta realizada por Tato, conoce a alguien que le llama mucho la atención: Mía Alberdi (nombre que utiliza Laura como infiltrada). Después de todo lo ocurrido, termina yéndose a Europa con su hija para resolver trámites y regresar más tarde a la Argentina para terminar su carrera. Le propone a Laura ir a tomar un café cuando regrese.

- Romina Gaetani como Laura Posse / Mía Alberdi: Es una detective de la fuerza policial en la que también trabajaban sus padres. Se enamoró del Chiqui cuando comenzó a investigarlo, con quien tuvo un corto romance. Es rigurosa con su trabajo, por lo cual no descansa en su afán de poner a todos los delincuentes tras las rejas. Para investigar el asesinato en el que se involucra al Chiqui Flores, se hará pasar por la botinera Mía Alberdi e intentará recavar más pistas para la investigación. Luego de ver que una relación con el Chiqui era casi imposible, se pone de novia con Salgado. En realidad, Laura es hija de Arregui. Finalmente, termina poniendo tras las rejas a Nino luego de una violenta pelea, y pasa a suceder a Riganti en la jefatura de la departamental. Queda con el Chiqui, para cuando regrese de España, de ir a tomar un café.

- Damián De Santo como Eduardo "Tato" Marín / Alberto San Martín: Es el representante de Flores, un hombre ambicioso y manipulador que vive al margen de la ley. Su ambición no tiene límites, y es capaz de cualquier cosa por mantenerse arriba y ganar dinero. Inicialmente, siente atracción por Mía (Laura). Fue el autor intelectual del asesinato del padre del Chiqui. Fue también uno de los tres presuntos asesinos de Giselle López, ya que él había arreglado una cita con ella al enterarse de que era espía de la policía, y al ver que no aparecía, salió a buscarla. Tato sufrió mucho por la muerte de Mirta. Salió con Sofía hasta que ella fue encarcelada. Finalmente, logra escapar de la policía y termina en Paraguay, con una identidad totalmente distinta y volviendo a empezar su anterior vida allí.

- Gonzalo Valenzuela como Nino Paredes / Lucas Estrada: Es un joven atractivo, mujeriego y soltero, codiciado por las chicas que buscan la fama rápida. Es el abogado de Tato Marín, a quien sigue a sol y sombra. Además, es un seductor nato y un mujeriego empedernido. Sus objetivos, en general, son las mujeres que buscan sus "quince minutos de fama". Mató a Andrés Cappa, a Solange Cuchi, a Marcos Ibarra, a Giselle Martino, a Román Lamas y a Javier Salgado . Era uno de los tres presuntos asesinos de Giselle López, ya que ella lo encontró con Marga teniendo relaciones sexuales, y se enteró de que el hijo que ella espera era supuestamente de él. Tras averiguar que iba a recibir una orden de arresto por el asesinato de Solange Cuchi, comienza a tomar rehenes en la casa de Tato, y se dispone a matar a Marga, pero el Chiqui, en una situación muy tensa, le dispara primero y asesina a Nino. Pero, en realidad, Nino está vivo, y está buscando el momento para matar a Marga y vengar la muerte de Giselle, su gran amor. Se refugia en la casa de una mujer extraña, también llamada Giselle. Él secuestró a Salgado cuando este último se enteró de que estaba vivo. Además, es uno de los cuatro sospechosos de la muerte de Mirta, ya que quería vengarse de Tato porque en ese momento todo indicaba que él había matado a Giselle. Termina preso en cadena perpetua después de todos sus crímenes.

- Isabel Macedo como Margarita "Marga" Amoroso - Molinari / Raquel: Es la novia botinera del Chiqui Flores, buscadora de fama, obsesiva y adicta a las compras, que no tiene en sus planes perder el vínculo que mantiene con su esposo. Supuestamente embarazada de Nino, le hace creer al Chiqui que espera un hijo suyo para evitar el divorcio. Sin embargo, finalmente el hijo sí era del Chiqui. Marga le dice al Chiqui, mientras este estaba dormido y hablando para sí misma, que ella había sido la asesina de Giselle López. Más tarde, Nino se da cuenta de la verdad e intenta matar a Marga atropellándola. Ella sobrevive, pero pierde a su bebé. Se descubre que también mató a Mirta. Después de tener a su hija (tercer embarazo), termina presa por los crímenes de Giselle López y Mirta Rubinstein. Le pide de favor al Chiqui que no vuelva nunca más a verla, le entrega una carta para que se la de a su hija cuando cumpla 15 años y se despiden para siempre.

### Elenco coprotagónico
- Pablo Rago como Javier Salgado (asesinado por Nino): Es un inspector que viene de la sección de asuntos internos a supervisar el trabajo de Arregui, pero termina enamorándose de Laura. Es el padre de Malena. Él descubre que Nino no estaba muerto, lo persigue y luego de que aquel le apunta con un arma, desaparece. Nino lo mató mientras grababa un mensaje para Laura y Malena.

- Tomás Fonzi como Adrián "Anguila" Muñiz: Es el mejor amigo del Chiqui Flores y, como él, triunfó en un club de España. Sin embargo, tiempo después, debió regresar a Argentina a causa de una lesión. Actualmente, se destaca en el Club Deportivo El Cristal. Entabla una relación cercana con Catalina, por quién comienza a sentir una fuerte atracción; pero ella decide irse a Venezuela luego de la muerte de Giselle. Finalmente, Anguila termina enamorándose de Mercedes y se casa con ella.

- Lola Berthet como Catalina Bellagamba: Es la asistente y mejor amiga de Giselle, que se dedica a la búsqueda de información para cruzar futbolistas con mujeres. Se enamora de Anguila pero, tras el asesinato de Giselle, se va a trabajar a Venezuela.

- Diego Reinhold como "Paul": Es el estilista de la agencia de Giselle, y su trabajo consiste en trabajar el look de las botineras que quieran conquistar futbolistas. Por su cuna aristocrática, posee modales exquisitos, aun cuando tiene una personalidad divertida y chispeante. Se fue a vivir a Europa trabajando para la modelo Nicole Neumann.

- Rodrigo Guirao Díaz como Walter Vázquez: Es otro crack futbolístico, sencillo, ingenuo y enamorado de su novia de la adolescencia. Comparte plantel con Anguila Muñiz y es fanático de "Los Simpsons" y de la comida casera. Está enamorado de Solange. Cuando ella muere, Tato y Nino le pagan un viaje para hacerlo desaparecer.

- Maximiliano Ghione como Marcos Ibarra (asesinado por Nino): Es un periodista de policiales de un importante diario nacional que sigue bien de cerca la presunta culpabilidad del Chiqui en el asesinato de Andrés Cappa. Además, es el exesposo de Laura. Esta lo descubrió manteniendo relaciones con otra mujer, razón por la cual se produjo el divorcio. Fue asesinado por Nino cuando intentó extorsionarlo.

- Christian Sancho como Manuel "Flaco" Riveiro: Es un futbolista que comenzó a jugar con el Chiqui Flores y Anguila en el Club Deportivo El Cristal. De allí fue transferido a Europa, donde pasó por Italia y España. Está casado con Lili, y tienen dos hijos. Mantiene una doble vida, ya que es un homosexual reprimido y se siente atraído por Lalo, llegando a besarlo y comenzando una relación sentimental en la tira. Él fue otro de los presuntos asesinos de Mirta, ya que ella iba a publicar su relación con Lalo, luego Tato se venga haciendo creer que se drogó en el último partido. Después de que Lalo asumiera que le pasaban cosas con él, terminan juntos.

- Lucas Ferraro como Fernando Rodríguez: Es uno de los agentes de la fuerza policial que comanda Arregui. Trabaja con Laura y Torres, entre sus principales compañeros. Es expulsado de la fuerza luego de que la policía descubriera que había puesto pruebas falsas en contra de Tato, para evitar que Arregui fuera retirado de su cargo. Tras un período preso por ello, continúa trabajando en la investigación, pero fuera de la departamental. Está enamorado de Malena, y termina de novio con ella.

- Luciano Cáceres como "Mono": Es el guardaespaldas del Chiqui Flores, hasta que este comenzó a aparecer sin custodia.

- Alan Sabbagh como Omar Torres: Es otro de los agentes de la fuerza policial que encabeza Humberto Arregui. Entre sus principales compañeros, están Laura y Fernando. Conoce del pasado a un sospechoso del mundo que investigan, Román, aunque él no lo sabe inicialmente. Suele ser regañado por Emma Riganti, la nueva jefa de la fuerza, ya sea por la ropa que utiliza o por siempre tener que cruzárselo.

- Jenny Williams como Vanina Pandolfi - Etchegoyen (asesinada por Lalo): Es el ícono de las aspirantes a botineras y una referencia ineludible para quien se quiera iniciar en ese mundo. Además, fue la revelación en el último Mundial de Fútbol, a causa de su figura escultural y su personalidad avasallante. Murió cuando Lalo, por accidente, la arrolló con el auto de Anguila.

- Ezequiel Castaño como Gonzalo "Lalo" Roldán: Es el primo del Chiqui Flores. Juega en el Club Deportivo El Cristal, pero tuvo un mal debut, por lo cual todos lo empezaron a despreciar. Él mató a Vanina cuando dio marcha atrás el auto de Anguila, estando borracho. Fue uno de los tres presuntos asesinos de Giselle López, debido a la mala relación que tenía con ella desde que asesinó a Vanina. Tiene una relación homosexual secreta con su compañero Manuel "Flaco" Riveiro. Él fue otro de los presuntos asesinos de Mirta, ya que esta, tras verlos a él y al Flaco Riveiro besándose, pretendía publicarlo, achacándole además el asesinato de Giselle. Luego, Tato se venga encargándole a Mostaza que le quebrara las piernas para que no jugara más al fútbol. Termina de novio con el Flaco, tras darse cuenta de que era el amor de su vida.

- Guillermina Valdés como Liliana "Lili" Aramburu: Es la esposa del Flaco Riveiro, con quien tiene dos hijos. Es una mujer con clase y familiera. Es muy amiga de Marga. Ella fue una de los posibles asesinos de Mirta, porque iba a hacer público el secreto del Flaco y Lalo, cosa que a ella no le convenía. Se enamora de Tato hasta que descubre que este le puso droga al Flaco para vengarse por la muerte de Mirta. Dona el dinero que el Chiqui logra sacarle a Tato a un hospital. Se va a Córdoba para empezar una nueva vida junto con sus dos hijos

- Silvia Pérez como Ethel Molinari: Es la madre de Marga, una exmodelo de los años 70, que desde siempre alentó a su hija en la conquista de un futbolista para asegurarse su futuro. Cree que es superior y estar predestinada a transitar una vida de lujo. Ella fue la primera en enterarse de que Marga mató a Giselle. Está de novia con GG, un millonario anciano, del cual solo le interesa el dinero. Trató hacerle creer a la policía que ella había matado a Mirta, para salvar a su hija. Finalmente, acompañó a su hija en todo su embarazo, y termina haciéndose cargo de ella presa.

- Graciela Pal como Mirta Rubinstein (asesinada por Marga): Es como una madre para Tato, ya que lo vio crecer y ahora vive en su casa, trabajando en las tareas domésticas. En el episodio 77 (emitido el 16 de abril de 2010), ella confirma que asesinó a Giselle López.[2] Días después, se suicida. Pero todo esto fue para poder salvar de la pena a Tato, quien había sido detenido como principal sospechoso. Sin embargo, más tarde se devela que Mirta fue asesinada. Hay cuatro sospechosos: Lili (porque Mirta iba a publicar la homosexualidad de Lalo y el Flaco Riveiro y eso no le convenía), Lalo (porque, además de lo anterior, iba a decir que él había matado a Giselle, porque ella sabía que él y el Flaco salían), el Flaco Riveiro (por la misma razón que Lili) y Nino (para vengarse de Tato, pero fue luego descartado porque el veneno no es su estilo). Luego del descubrimiento de que Marga mató a Giselle, la investigan a ella y a su madre para saber quién de las dos mató a Mirta y, finalmente, se descubre que fue Marga.

- Roberto Carnaghi como Humberto Arregui / Alberto Alberdi: Es el jefe de la Departamental de Investigaciones, un hombre inteligente, de principios, y amante de la cocina y del buen vino. Es reemplazado por Emma Riganti, siendo jubilado adelantadamente, porque su forma de trabajar era considerada irregular. Sin embargo, continúa trabajando activamente en los casos, fuera de la fuerza. Es el padre biológico de Laura. Logra conquistar a Riganti y terminan en pareja.

### Participaciones
- Iván González como Alfio Ochoa: Es un agente español de Interpol, que trabaja investigando para el caso del asesinato de Andrés Cappa.
- Adrián Navarro como Andrés Cappa (asesinado por Nino): Es el rival futbolístico del Chiqui Flores en España. Ellos arreglaron encontrarse para pelear, pero Cappa es asesinado unos minutos antes. Por eso, Flores es el principal sospechoso del crimen. En realidad, Nino lo mató
- Emme cómo Irma Fonseca/Solange Cuchi (asesinada por Nino): Es una modelo joven y aspirante a botinera.Es la preferida de Giselle, quien la considera su mejor proyecto.Esta enamorada de Walter.Fue asesinada por Nino al descubrir que el y Tato les daban drogas a los jugadores para mejorar su rendimiento físico.Es asesinada de la misma manera a Cappa y la policía piensa que el Chiqui es el responsable de su muerte.
- Mario Moscoso como Médico
- Noelia Antúnez cómo Floppy: Modelo de la agencia de Giselle fue amante de Tulio en la noche que el falleció llama a Giselle desde el hotel y ayudadas por Nino se llevan el cadáver de Tulio a la casa de su esposa Graciela
- Jorge Martínez como Dardo: Es un periodista de espectáculos a cuyo programa suelen concurrir las botineras. Entrevista a Giselle y Marga.
- Luciano Cazaux como D.T. Almada: Es el director técnico del Club Deportivo El Cristal. Trabaja para Tato y fue él quien le puso la droga al Flaco. Luego de que se descubre esto, es echado por Mercedes.
- Ariel Bertone como Pérez: Es un policía que trabaja en la departamental, del grupo de amigos de Laura y los demás.
- Lola Banfi como Analía Baldomero: Es una policía que trabaja en la departamental, del grupo de amigos de Laura y los demás.
- Gisela Esquivel cómo Rosa: Mucama de Tato Marín Ayuda a Mirta con los trabajos domésticos.Es despedida por Tato porque cree que ella le reviso las cosas a Sofía en su habitación pero en realidad fue Laura para investigar a Sofía.
- Fernando Sayago cómo Pereyra: Hace una publicidad con el Chiqui y Laura
- Diego Alfonso como Raul Calero: un periodista
- Mariano Argento como Varela (asesinado por Nino): Es un deportólogo que trabaja para Tato y Nino. Es quien prepara los medicamentos para drogar a los jugadores para que rindan mejor. Como sabe demasiado y deja de trabajar para ellos, Tato manda a Nino a matarlo.
- Francisco Bass como Lalo: jugador de club tiene un pase a Italia se pelea con Anguila en un Bar por Vanina
- Alejandro Gibeli cómo Bocha: jugador del cristal, le toma el pelo a Anguila cuando se entera de que no funcionó en la cama con Vanina
- Mónica Ayos como Celeste: Es una examante del Chiqui, que vuelve a su vida para complicársela, tratando de hacerle creer que tiene un hijo suyo.
- Javier De Nevares cómo Matías: Cómplice de Celeste
- Marcelo Savignone como Gerardo Bacari (asesinado por Nino): Era el representante del Chiqui Flores, y estaba en contra de Tato. Este último lo manda a matar para quedarse con el negocio de Flores.
- Silvina Acosta como Silvia Land: Es la sobrina del Presidente de la Nación, y socia de Giselle. Termina alejándose del negocio de auspiciar a las botineras.
- Gustavo Bonfigli cómo Fabián: Representante de  futbolistas intenta comprar a Walter para llevarlo a Italia pero se entera por Baccari q Walter tiene una insuficiencia respiratoria y cree que Tato lo quería engañar junto a sus matones le da una paliza a Tato en un estacionamiento
- Toti Ciliberto como Pablo Tulio (muere de un paro cardíaco): Es un importante dirigente de fútbol, presidente del Club Deportivo El Cristal. Cuando Tato consigue que le mejore el contrato a Walter, organiza una fiesta, a la cual concurren muchas de las chicas de Giselle. Tulio mantiene relaciones con Floppy, y muere en el acto.
- Naanim Timoyko como Graciela De Tulio:mujer de Tulio accede a cubrir la muerte de su marido para no estar en boca de la prensa y no dejar mal a su familia
- Leonora Balcarce como Mercedes Moro: Es la presidenta del Club Deportivo El Cristal, a raíz de que su padre lo era antes. Es amiga de la infancia del Chiqui, del que estuvo enamorada. Finalmente, se enamora del Anguila y terminan casándose.
- Alicia Muxo como Emilia Flores: Es la tía del Chiqui, hermana de su padre, y la madre de Lalo. Inicialmente, se opone a que su hijo sea jugador profesional de fútbol, porque teme por él al entrar en ese ambiente. Sufre mucho por su hijo, y es quien termina haciéndose cargo de él cuando lo dejan inválido, y acepta su homosexualidad.
- Ariel Staltari como "Oso": Es un delincuente que está preso, y comparte celda con el Chiqui cuando es arrestado durante su casamiento. La relación no empieza de la mejor manera, pero terminarán como buenos compañeros, beneficiándose mutuamente.
- Daniel Peyrán como "Tano": Es otro preso que comparte la detención con el Chiqui y el Oso.
- Marcos Montes cómo Alberto Flores (Asesinado por Tato): Padre de Chiqui fue asesinado por Tato porque tenía pruebas que lo incriminaban aparece en los recuerdos de Chiqui y Tato
- Julieta Vallina como María Posse: Es la hermana de Laura, y acompañará a su hermana en la investigación sobre el Chiqui y sobre la muerte de su exmarido, Marcos.
- Agustina Córdova como "Candy": Es otra botinera, amiga de Tato y novia de Lalo. Presenció el asesinato de Vanina y fue violada por Mostaza, el jefe de la barrabrava. Desde que Lalo inició su historia homosexual con el Flaco Riveiro no volvió a aparecer en la tira.
- Adrián Yospecomo Un Ladrón: Intenta asaltar un restaurante pero es detenido por Laura.
- Luz Kerz cómo Asistente Grecco:es la encargada de supervisar a Giselle en el convento de monjas
- Alejo Ortiz como Román Lamas (asesinado por Nino): Es un informante que trabaja para Nino. Él es un expolicía que fue compañero y amigo de Torres, y quien sustrae el documento que da cuenta a Tato de que Giselle trabajaba para la policía. Ayuda a Laura porque ella le salvó la vida en una ocasión. Muere asesinado por Nino.
- Guido D'Albo cómo Miller:investigador privado contratado por Chiqui para encontrar a Bacari
- Juan Ignacio Machado como Rafael "Mostaza" Gómez: Es el líder de los barrabravas del Club Deportivo El Cristal, un hombre violento y sin escrúpulos. Viola a Candy y golpea a Lalo para quebrarle las piernas, para que no jugara más al fútbol. Finalmente, es golpeado por Tato después de haber fallado con el atentado a Marga, y queda malherido.
- Eduardo Coacci como Echegoyen: extorcinado por Tato y Nino para poder entrar al club deportivo Cristal,lo amenazan con fotos de él con un travesti cuando salen de un motel,Le dicen que si no los ayuda le van a decir a su mujer
- Rito Fernandez como Roña: barrabrava compañero de Mostaza
- Umbra Colombo cómo Luciana Parodi:. Fue amante de Bacari,es una conocida de Giselle.
- Alejandro Cupito como Máximo: Es otra de las grandes estrellas del fútbol del Club Deportivo El Cristal.
- Carlos Bermejo como Vanner: Dirigente de la liga de futbol española quiere ayudar al Chiqui a volver a jugar al fútbol,no se lleva bien con Tato
- Nilda Raggi cómo Jueza: Le permite viajar a Chiqui a España para arreglar sus asuntos con la liga de futbol
- Diego Echegoyen como Cárdenas: Es un policía que viene de la sección de asuntos internos junto con Salgado.
- David Masajnik como Guido Pérez Conti: Es el abogado que contrata el Chiqui para que lo represente. Esto sucede cuándo se da cuenta quién es Nino en realidad.
- Mario Alarcón como Merlotti: Es el jefe principal que comanda la fuerza policial que encabeza Arregui. Es una persona sumamente recta y autoritaria, además de corrupta, pues logra un importante ascenso cerrando como quiso el caso de Giselle López.
- Luciana González Costa como Virginia González: Es la forense en el crimen de Giselle,tiene una cita con Salgado  le avisa a Salgado que el cuerpo de Bacari desapareció de la morgue
- Emilio Bardi como Felipe (asesinado por Laura): Es un asesino que trabajaba para Nino Paredes. Muere en una fábrica al caer de una escalera y recibir un golpe en la cabeza, en medio de una pelea con Laura, ya que él había descubierto que era policía.
- Santiago Caamaño cómo Miguel " Miki " Bustamante: Jugador del deportivo cristal se vuelve compañero de Lalo,hace que el Flaco sienta celos de él
- Martín Piñol cómo Abogado de Tato mientras está preso
- Laura Novoa como Sofía Rubinstein: Es la sobrina de Mirta, quien viene desde Uruguay para buscar una respuesta al supuesto suicidio de su tía. Es encarcelada cuando la policía descubre que era una asesina serial.
- Daniel Valenzuela como "Picadillo": Es compañero de celda de Tato, cuando este va preso acusado de haber matado a Giselle. Entabla una buena relación.Es primo de Mostaza
- Luis Ali cómo Guardiacarcel
- Dante Mastropierro cómo El Piojo: compañero de celda de Tato
- Marcos Martínez como Chapa: preso enemigo de Picadillo intenta matar a Tato
- Néstor Zacco como Horacio Aramburu: Es el padre de Lili
- Omar Duval cómo Abogado de Lili
- Silvana Olivarez como Doctora: atiende a Mirta cuando esta detenida,Mirta le pide que lleve una carta,le dice a Salgado lo de la carta cuando la llama a declarar
- Susana Ortiz como Hilda Gómez: Es la madre de Mostaza, y participa de las tareas que le designan a su hijo. Intentó matar a Marga, pero falló y terminó presa por ello.
- Antonio Caride cómo Juez Rafael Macabeo: es un juez corrupto q trabaja para Tato.Es un hincha rabioso del Cristal.
- Chachi Telesco como Josefina: Es una botinera que Tato contrata para lavar la imagen de Lalo, que vive un romance homosexual secreto. Ella se hará pasar por su novia, e intentará limpiar los rumores y revertir la imagen del primo del Chiqui.
- Alejandro Polledo cómo Cirujano: opera a Marga luego que Nino la atropella junto a Felipe.
- Alejandra Maidana como Doctora: habla con Chiqui del estado de Marga
- Santiago Ríos como "Gurka": Es un hombre que trabaja con Sofía. Es una especie de asesino por encargo. Es encarcelado junto con ella.
- Rita Cortese como Emma Riganti: Es la comisaria designada como jefa de la departmental, tras la disolución de la liderada por Arregui. Suele regañar mucho a Torres. Termina en pareja con Arregui.
- Matías Apostolo como Vargas: Es un policía elegido por Riganti para reemplazar a Fernando en la departamental.
- Carlos Falcone como Doctor: le prohíbe a Anguila jugar cuando Lalo le cambio la bebida con diurético, también es el médico de Chiqui cuando se lesiona.
- Victoria Onetto como Giselle Martino (asesinada por Nino): Es una misteriosa mujer que realiza terapia de pareja. Conoce a Nino en un boliche e inician una relación muy fuerte, de estilo sadomasoquista, reemplazando de alguna manera la relación que este tenía con Giselle López. Nino está escondido en su casa. Finalmente, es asesinada por Nino cuando fue despedida del Club Deportivo El Cristal. El Chiqui la encontró con un tiro en la cabeza.
- Dolores Sarmiento como Malena Salgado: Es la hija de Javier Salgado. Al principio, se lleva mal con Laura, pero luego de la desaparición y muerte de su padre busca refugio en ella. Se enamora de Fernando. Es secuestrada por Nino, y rescatada por Laura. Termina de novia con Fernando.
- Celeste Donis como Celeste: Mucama de Tato,es contratada después que despiden a Rosa.
- Julián Vilar como Esteban: Publicista amigo de Tato.
- Max Berliner como "GG": Es un hombre muy anciano con una gran fortuna. Está de novio con Ethel, quien solo está con él por el dinero.
- Polo D'Alessandro como Asistente de "GG".
- Fabricio Villagra como Barrabrava: Buscan a Echegoyen en el club por orden de Mostaza.
- Duilio Orso como Periodista: Tato le da un DVD de un encuentro íntimo de Riveiro y Lalo para que lo pase en su programa futbolístico.Entrevista a Riveiro y este se declara homosexual ante todos los televidentes y para que no pasen el vídeo.
- Federico Ottone como Cartero: Le entrega un pedido de celular a Marga y Chiqui.
- Héctor Da Rosa como Mafioso: Se hace pasar por el secuestrador de Salgado pero era solo para sacarle el dinero a Laura.Es atrapado por la policía y confiesa la verdad.
- Ricardo Lago Oliveira como Vagabundo: Encuentra el celular con el mensaje de Salgado para Laura. Cuando va a entregar el celular es arrestado por pelearse con Vargas y luego se lo vende a Chiqui sin que él sepa del mensaje.
- Claudio Pagano como Médico: Atiende a Laura cuando casi muere por la droga que le inyectó Nino.
- Ana Doval como Doctora: Otra de los médicos que ayuda a Laura.
- Stella Galazzi como Fiscal.
- Soledad Comasco como Editora: Trabaja en la revista de moda que Laura encuentra como prueba para comprobar que a Mirta la asesinaron.Es interrogada por Laura.
- Luis Ziembrowski como Roca: Es el jefe que suplanta a Merlotti mientras estuvo de viaje. Es una persona vulgar y grosera, ya que no para de insultar a Riganti cuando esta le pide una orden para reabrir el caso de las muertes de Mirta y de Giselle.
- Alfredo Allende cómo Periodista
- Constanza Espejo cómo Clienta de la peluquería
- Gabriela Coceres como Romina: una Botinera
- Florencia Tesouro cómo Botinera
- Luly Drozdek como Botinera
- Julieta Bal como Una Periodista
- Juan Sorini cómo Un Periodista
- Violeta LoRe cómo Botinera
- Melissa Freund como Recepcionista del consultorio de Giselle Martino.
- Aníbal Di Natale como Taxista: Nino le roba el taxi para secuestrar a Malena.

### Cameos
- Guillermo Coppola: Aparece como amigo de Tato.
- Bambino Veira: También es amigo de Tato.
- Luis Ventura: Aparece en las primeras escenas en discotecas, donde las botineras seducen a los jugadores.
- Marcelo Polino: Otro periodista de espectáculos que aparece en las discotecas.
- Marcelo Benedetto: Aparece como periodista en la primera conferencia del Chiqui al regresar a la Argentina.
- Marcelo Palacios: Aparece como periodista en la primera conferencia del Chiqui al regresar a la Argentina.
- Pato Galván: Aparece como periodista en la primera conferencia del Chiqui al regresar a la Argentina.
- Guillermo Nimo: Aparece como periodista en la primera conferencia del Chiqui al regresar a la Argentina.
- Germán Paoloski: Aparece como periodista en la primera conferencia del Chiqui al regresar a la Argentina.
- Alejandro Fantino: El Chiqui va a una entrevista en su programa deportivo cuando vuelve a la Argentina, acompañado por Marga, quien se intromete en la grabación.
- Nicole Neumann: Aparece para contratar a Paul, y se lo lleva con ella a vivir a Europa.
- Diego Poggi

### Muertes
| Personaje                  | Intérprete        | Causa de muerte     | Razón/Motivo | Capítulo |
| -------------------------- | ----------------- | ------------------- | --- | -------- |
| Andrés Cappa               | Adrián Navarro    | Asesinado por Nino  | Es asesinado ya que era la competencia del Chiqui | 1        |
| Pablo Tulio                | Toti Ciliberto    | Ataque cardiaco     | muere en un hotel alojamiento en un encuentro con Floppy | 14       |
| Irma Fonseca/Solange Cuchi | Emme              | Asesinada por Nino  | Es asesinada porque vio cuando Nino y Tato hablaban de las drogas que le suministraban a los jugadores                                                                                                  | 17       |
| Marcos Ibarra              | Maxi Ghione       | Asesinado por Nino  | Intenta extorsionarlo | 24       |
| Gerardo Bacari             | Marcelo Savignone | Asesinado por Nino  | desaparece del mapa es culpado de estafar al Chiqui Tato lo mando a matar | 24       |
| Vanina Pandolfi/Etchegoyen | Jenny Williams    | Asesinada por Lalo  | La mató accidentalmente al atropellarla con el auto de Anguila estando borracho | 38       |
| Giselle López              | Florencia Peña    | Asesinada por Marga | Vio a Marga y Nino haciendo el amor y le iba a contar al Chiqui que el hijo que ella esperaba no era de él                                                                                              | 58       |
| Varela                     | Mariano Argento   | Asesinado por Nino  | Deja de trabajar para Tato y este lo manda a matar | ¿?       |
| Mirta Rubinstein           | Graciela Pal      | Asesinada por Marga | La mata para así quedar sin pruebas de que ella mató a Giselle | 80       |
| Felipe                     | Emilio Bardi      | Asesinado por Laura | Él descubre que ella es policía, la secuestra y en una pelea que tienen terminan cayendo por una escalera ella queda inconsciente pero él muere                                                         | 97       |
| Javier Salgado             | Pablo Rago        | Asesinado por Nino  | lo vio en un auto y salió a correrlo (capítulo 110). Lo secuestró y lo mató para que no dijera que estaba vivo. Estuvo ausente 9 capítulos y se supo finalmente que había sido asesinado (capítulo 123) | 110      |
| Giselle Martino            | Victoria Onetto   | Asesinada por Nino  | En el club se descubre que sus verdaderas intenciones eran las de desestabilizar a los jugadores y es echada                                                                                            | 116      |
| Román Lamas                | Alejo Ortiz       | Asesinado por Nino  | Lo mató ya que no le servía más | 121      |

## Recepción
Desde antes de ser emitida al aire, "Botineras" generó mucha expectativa con respecto al índice de audiencia. El debut fue todo un éxito ya que logró promediar 27.3 puntos de índice de audiencia y alcanzó picos de 29.1 puntos ganándole a Showmatch, a pesar de no haberle ganado a "Valientes" (Canal 13), la telenovela que lideraba en números de audiencia. Sin embargo, a medida que fueron pasando los capítulos, el índice de audiencia disminuía cada vez más. Incluso se expandieron los rumores sobre Florencia Peña retirándose de la serie por su baja audiencia. Sin embargo, los mismos fueron desmentidos horas después por la misma actriz. Con los últimos programas de la competencia de "ShowMatch", con el certamen "El musical de tus sueños", la audiencia de "Botineras" disminuyó.
Con el cambio de la trama de la comedia hacia lo policial y el programa "ShowMatch" culminado, los números se posicionaron en un promedio de 17 a 20 puntos, liderando su franja horaria y transformándose en el programa más visto del día. Esto cambió cuando comenzó "Malparida", una telenovela en el canal de la competencia principal, Canal 13. Al comenzar nuevamente "ShowMatch" a principios de mayo, "Botineras" decayó su índice de audiencia 3-4 puntos, y "ShowMatch" lidera la franja con casi el doble de audiencia, excepto los miércoles, que sale al aire el unitario "Para vestir santos" y "Botineras" lidera la noche.
Su último capítulo se emitió un día miércoles para no competir con su competencia más fuerte (Showmatch) y logró ser el programa más visto del día y la segunda emisión más alta de toda la tira: 25.7, así liderando ampliamente por dos horas su franja. Finalizó exitosamente a pesar de los altercardos nombrados, un gran dato a destacar.

## Premios y nominaciones
| Fecha              | Premio             | Categoría                         | Ganadores y nominados | Resultado |
| ------------------ | ------------------ | --------------------------------- | --------------------- | --------- |
| 2 de mayo de 2010  | Martín Fierro 2009 | Mejor telenovela                  | Botineras             | Nominada  |
| 2 de mayo de 2010  | Martín Fierro 2009 | Actor protagonista de novela      | Damián De Santo       | Nominado  |
| 2 de mayo de 2010  | Martín Fierro 2009 | Actriz protagonista de novela     | Romina Gaetani        | Nominada  |
| 2 de mayo de 2010  | Martín Fierro 2009 | Actriz protagonista de novela     | Isabel Macedo         | Nominada  |
| 2 de mayo de 2010  | Martín Fierro 2009 | Actor de reparto en comedia       | Diego Reinhold        | Ganador   |
| 22 de mayo de 2011 | Martín Fierro 2010 | Actor protagonista de novela      | Nicolás Cabré         | Nominado  |
| 22 de mayo de 2011 | Martín Fierro 2010 | Actor protagonista de novela      | Damián De Santo       | Nominado  |
| 22 de mayo de 2011 | Martín Fierro 2010 | Actor de reparto                  | Roberto Carnaghi      | Nominado  |
| 22 de mayo de 2011 | Martín Fierro 2010 | Participación especial en ficción | Pablo Rago            | Nominado  |
| 22 de mayo de 2011 | Martín Fierro 2010 | Participación especial en ficción | Victoria Onetto       | Nominada  |